# Campionato mondiale maschile under 17 di calcio 2005
Il Campionato mondiale di calcio Under-17 2005 è stato giocato in Perù tra il 16 settembre ed il 2 ottobre 2005. Per questa edizione il numero delle squadre era 16, con le due migliori di ogni gruppo qualificate per i Quarti di finale.
Il torneo fu vinto dal Messico under 17, che nella finale giocata all'Estadio Nacional di Lima sconfisse il Brasile under 17 3-0. Per i messicani fu il primo titolo mondiale della storia. Al terzo posto si classificò l'Olanda, che nella finale per il 3º posto ebbe la meglio sulla Turchia, battendola 2-1.
Solo i giocatori nati dopo il 1º gennaio 1988 hanno potuto partecipare al torneo.

## Città e Stadi
| Città    | Stadio                | Posti  |
| -------- | --------------------- | ------ |
| Lima     | Estadio Nacional      | 47.000 |
| Chiclayo | Estadio Elias Aguirre | 25.000 |
| Iquitos  | Estadio Max Augustín  | 25.000 |
| Piura    | Estadio Miguel Grau   | 26.550 |
| Trujillo | Estadio Mansiche      | 25.000 |

## Squadre
| Confederazione                                        | Torneo di Qualificazione                   | Qualificate                                               |
| ----------------------------------------------------- | ------------------------------------------ | --------------------------------------------------------- |
| AFC (Asia)                                            | AFC U-17 Championship 2004                 | Cina under 17 Corea del Nord under 17 Qatar under 17      |
| CAF (Africa)                                          | 2005 African Under-17 Championship         | Gambia under 17 Ghana under 17 Costa d'Avorio under 17    |
| CONCACAF (America Centrale, Settentrionale e Caraibi) | 2005 CONCACAF U17 Tournament               | Stati Uniti under 17 Messico under 17 Costa Rica under 17 |
| CONMEBOL (Sud America)                                | Sudamericano Sub-17 2007                   | Brasile under 17 Uruguay under 17                         |
| OFC (Oceania)                                         | 2005 OFC Under 17 Tournament               | Australia under 17                                        |
| UEFA (Europa)                                         | Campionato europeo di calcio Under-17 2005 | Turchia under 17 Paesi Bassi under 17 Italia under 17     |
| Nazione ospitante                                     | Nazione ospitante                          | Perù under 17                                             |

## Fase a Gruppi

### Gruppo A
| Squadra    | P.ti | G | V | P | S | GF | GS | DR |
| ---------- | ---- | - | - | - | - | -- | -- | -- |
| Costa Rica | 5    | 3 | 1 | 2 | 0 | 4  | 2  | +2 |
| Cina       | 5    | 3 | 1 | 2 | 0 | 3  | 2  | +1 |
| Ghana      | 3    | 3 | 0 | 3 | 0 | 3  | 3  | 0  |
| Perù       | 1    | 3 | 0 | 1 | 2 | 1  | 4  | -3 |

| Arbitro: | Tōru Kamikawa |

|          |           |              |
| Tang 17’ | Marcatori | 10’ Carrillo |

| Arbitro: | Frank De Bleeckere |

|                   |           |                     |
| Chavez 10’ (rig.) | Marcatori | 62’ (aut.) Cárdenas |

| Arbitro: | Jorge Larrionda |

|             |           |            |
| Quartey 58’ | Marcatori | 47’ Borges |

| Arbitro: | Óscar Ruiz |

|  |           |          |
|  | Marcatori | 13’ Deng |

| Arbitro: | Mark Shield |

|                              |           |  |
| Solorzano 45+1’ Elizondo 77’ | Marcatori |  |

| Arbitro: | Alain Hamer |

|            |           |          |
| Bukari 56’ | Marcatori | 60’ Wang |

### Gruppo B
| Squadra   | P.ti | G | V | P | S | GF | GS | DR |
| --------- | ---- | - | - | - | - | -- | -- | -- |
| Turchia   | 9    | 3 | 3 | 0 | 0 | 6  | 3  | +3 |
| Messico   | 6    | 3 | 2 | 0 | 1 | 6  | 2  | +4 |
| Australia | 3    | 3 | 1 | 0 | 2 | 2  | 5  | -3 |
| Uruguay   | 0    | 3 | 0 | 0 | 3 | 3  | 7  | -4 |

| Arbitro: | Alain Hamer |

|  |           |                       |
|  | Marcatori | 47’ Vela 54’ Villaluz |

| Arbitro: | Kevin Stott |

|           |           |  |
| Sahin 84’ | Marcatori |  |

| Arbitro: | Horacio Elizondo |

|                           |           |  |
| Esparza 20’ Vela 43’, 79’ | Marcatori |  |

| Arbitro: | Mourad Daami |

|                                  |           |                                   |
| Murat D. 28’ (aut.) Figueroa 78’ | Marcatori | 12’ Deniz 80’ Özgürcan 84’ Tevfik |

| Arbitro: | Jérôme Damon |

|                     |           |              |
| Burns 20’ Kruse 83’ | Marcatori | 38’ Figueroa |

| Arbitro: | Tōru Kamikawa |

|            |           |                             |
| Guzmán 11’ | Marcatori | 28’ Deniz 90+1’ Caner Erkin |

### Gruppo C
| Squadra        | P.ti | G | V | P | S | GF | GS | DR |
| -------------- | ---- | - | - | - | - | -- | -- | -- |
| Stati Uniti    | 7    | 3 | 2 | 1 | 0 | 7  | 4  | +3 |
| Corea del Nord | 4    | 3 | 1 | 1 | 1 | 6  | 4  | +2 |
| Italia         | 4    | 3 | 1 | 1 | 1 | 6  | 7  | -1 |
| Costa d'Avorio | 1    | 3 | 0 | 1 | 2 | 4  | 8  | -4 |

| Arbitro: | Subkhiddin Mohd Salleh |

|                                     |           |                                         |
| Diomande 27’ Fofana 53’ Kouassi 87’ | Marcatori | 21’, 32’ Tiboni 86’ Mandorlini 89’ Foti |

| Arbitro: | Jérôme Damon |

|                                       |           |                          |
| Soroka 13’ Nakazawa 43’ Zimmerman 72’ | Marcatori | 24’ Choe M-H 86’ Kim K-J |

| Arbitro: | Mark Shield |

|              |           |                                      |
| Russotto 74’ | Marcatori | 47’ Sarkodie 67’ Nakazawa 90’ Soroka |

| Arbitro: | Frank De Bleeckere |

|  |           |                                     |
|  | Marcatori | 9’, 38’ (rig.) Choe M-H 44’ Kim K-I |

| Arbitro: | Óscar Ruiz |

|         |           |           |
| Hall 4’ | Marcatori | 87’ Bamba |

| Arbitro: | Mourad Daami |

|             |           |             |
| Palermo 92’ | Marcatori | 22’ Kim K-J |

### Gruppo D
| Squadra     | P.ti | G | V | P | S | GF | GS | DR  |
| ----------- | ---- | - | - | - | - | -- | -- | --- |
| Brasile     | 6    | 3 | 2 | 0 | 1 | 9  | 4  | +5  |
| Paesi Bassi | 6    | 3 | 2 | 0 | 1 | 8  | 5  | +3  |
| Gambia      | 6    | 3 | 2 | 0 | 1 | 6  | 4  | +2  |
| Qatar       | 0    | 3 | 0 | 0 | 3 | 4  | 14 | -10 |

| Arbitro: | Mark Shield |

|                                                              |           |                                        |
| Emnes 6’, 85’ Buijs 30’ (rig.) Van der Kooy 58’ Goossens 65’ | Marcatori | 11’ (rig.) Afif 31’ Ali 83’ Al Khalfan |

| Arbitro: | Marco Rodríguez |

|          |           |                                           |
| Igor 23’ | Marcatori | 27’ Mansally 45’ Ceesay 74’ (rig.) Jallow |

| Arbitro: | Subkhiddin Mohd Salleh |

|         |           |                                          |
| Ali 31’ | Marcatori | 24’ Ceesay 74’ (rig.) Jallow 90+2’ Jagne |

| Arbitro: | Kevin Stott |

|                   |           |                   |
| Sindei 28’ (aut.) | Marcatori | 8’ Igor 60’ Ramón |

| Arbitro: | Jorge Larrionda |

|  |           |                            |
|  | Marcatori | 33’ Goossens 72’ Marcellis |

| Arbitro: | Frank De Bleeckere |

|  |           |                                                                   |
|  | Marcatori | 13’, 45+2’ Ramón 39’ Denílson 57’ Roberto 58’ Renato 74’ Anderson |

## Fase ad eliminazione diretta
|  | Quarti di finale        | Quarti di finale        |                         |         | Semifinali                | Semifinali                |  |  | Finale           | Finale |
|  |                         |                         |                         |         |                           |                           |  |  |                  |        |
|  | 25 settembre - Piura    |                         |                         |         |                           |                           |  |  |                  |        |
|  |                         |                         |                         |         |                           |                           |  |  |                  |        |
|  | Costa Rica              | 1                       |                         |         |                           |                           |  |  |                  |        |
|  | Costa Rica              | 1                       | 29 settembre - Chiclayo |         |                           |                           |  |  |                  |        |
|  | Messico (d.t.s.)        | 3                       |                         |         |                           |                           |  |  |                  |        |
|  | Messico (d.t.s.)        | 3                       | Messico                 | 4       |                           |                           |  |  |                  |        |
|  | 26 settembre - Trujillo |                         | Messico                 | 4       |                           |                           |  |  |                  |        |
|  |                         | Paesi Bassi             | 0                       |         |                           |                           |  |  |                  |        |
|  | Stati Uniti             | Paesi Bassi             | 0                       | 0       |                           |                           |  |  |                  |        |
|  | Stati Uniti             |                         | 2 ottobre - Lima        | 0       |                           |                           |  |  |                  |        |
|  | Paesi Bassi             | 2                       |                         |         |                           |                           |  |  |                  |        |
|  | Paesi Bassi             | 2                       | Messico                 | 3       |                           |                           |  |  |                  |        |
|  | 25 settembre - Iquitos  |                         | Messico                 | 3       |                           |                           |  |  |                  |        |
|  |                         | Brasile                 | 0                       |         |                           |                           |  |  |                  |        |
|  | Turchia                 | Brasile                 | 0                       | 5       |                           |                           |  |  |                  |        |
|  | Turchia                 | 29 settembre - Trujillo |                         | 5       |                           |                           |  |  |                  |        |
|  | Cina                    | 1                       |                         |         |                           |                           |  |  |                  |        |
|  | Cina                    | 1                       | Turchia                 | 3       | Finale per il terzo posto | Finale per il terzo posto |  |  |                  |        |
|  | 26 settembre - Iquitos  |                         | Turchia                 | 3       | Finale per il terzo posto | Finale per il terzo posto |  |  |                  |        |
|  |                         | Brasile                 | 4                       |         |                           |                           |  |  |                  |        |
|  | Brasile (d.t.s.)        | Brasile                 | 4                       | 3       | Paesi Bassi               | 2                         |  |  |                  |        |
|  | Brasile (d.t.s.)        |                         |                         | 3       | Paesi Bassi               | 2                         |  |  |                  |        |
|  | Corea del Nord          | 1                       |                         | Turchia | 1                         |                           |  |  |                  |        |
|  | Corea del Nord          | 1                       |                         |         | 1                         |                           |  |  |                  |        |
|  |                         |                         |                         |         |                           |                           |  |  | 2 ottobre - Lima |        |
|  |                         |                         |                         |         |                           |                           |  |  |                  |        |

### Quarti di finale
| Arbitro: | Subkhiddin Mohd Salleh |

|                   |           |                                 |
| Juarez 67’ (aut.) | Marcatori | 88’ Juarez 96’ Guzmán 109’ Vela |

| Arbitro: | Marco Rodríguez |

|                                                  |           |        |
| Tevfik 10’, 88’ Caner Erkin 33’, 90+1’ Şahin 54’ | Marcatori | 57’ Gu |

| Arbitro: | Horacio Elizondo |

|  |           |                    |
|  | Marcatori | 45+1’, 84’ Sarpong |

| Arbitro: | Alain Hamer |

|                                     |           |             |
| Ramón 48’ Celsinho 100’ Igor 120+3’ | Marcatori | 82’ Kim K-I |

### Semifinali
| Arbitro: | Mark Shield |

|                                         |           |  |
| Villaluz 33’, 61’ Moreno 50’ Guzmán 90’ | Marcatori |  |

| Arbitro: | Frank De Bleeckere |

|                                        |           |                                               |
| Caner Erkin 45+2’ Tevfik 70’ Şahin 76’ | Marcatori | 1’ Celsinho 26’ Anderson 32’ Marcelo 90’ Igor |

### Finale terzo-quarto posto
| Arbitro: | Jorge Larrionda |

|                   |           |           |
| Goossens 13’, 88’ | Marcatori | 90’ Şahin |

### Finale
| Arbitro: | Frank De Bleeckere |

| |            | |
| Vela 31’ Esparza 33’ Guzmán 86’ | Marcatori  | |
| · Arias · Araujo (C) · Juarez · Sanchez · Moreno 25’ · (75' Valverde) · Esparza 52’ · Hernández · dos Santos 75’ · (79' Guzmán) · Vela · (92' Silva) · Aldrete 30’ · Villaluz | Formazioni | · Felipe · Leyrielton 68’ · Sidnei 89’ · Roberto · Marcelo 92’ · Denílson (C) · (64' Mezenga) · Anderson · (16' Maurício) · Igor · Ramón · Simões · (82' José Cláudio) · Celso 45+2’ |
| Ramirez | Allenatori | Rodrigues |

## Premi individuali
| Pallone d'oro        | Pallone d'argento  | Pallone di bronzo |
| -------------------- | ------------------ | ----------------- |
| Anderson             | Giovani dos Santos | Nuri Şahin        |
| Scarpa d'oro         | Scarpa d'argento   | Scarpa di bronzo  |
| Carlos Vela          | Nuri Şahin         | Tevfik Köse       |
| 5 goal               | 4 goal             | 4 goal            |
| FIFA Fair Play Award |                    |                   |
| Corea del Nord       |                    |                   |

## Cannonieri
5 reti
- Carlos Vela

4 reti
- Igor
- Ramón
- Éver Guzmán

- John Goossens
- Caner Erkin
- Nuri Şahin

- Tevfik Köse

3 reti
- César Villaluz

- Choe Myong-ho

2 reti
- Anderson
- Celsinho
- Momodou Ceesay
- Ousman Jallow
- Christian Tiboni

- Omar Esparza
- Jeffrey Sarpong
- Marvin Emnes
- Kim Kuk-jin
- Kim Kyong-il

- Deniz Yılmaz
- Yusef Ahmed
- Kyle Nakazawa
- Ryan Soroka
- Elías Ricardo Figueroa

1 rete
- Nathan Burns
- Robbie Kruse
- Denílson
- Marcelo
- Renato Augusto
- Roberto
- Deng Zhuoxiang
- Tang Naixin
- Wang Xuanhong
- Yang Xu
- Celso Borges
- César Elizondo
- Jean Carlos Solórzano

- Roberto Carrillo
- Kenny Mansally
- Pa Modou Jagne
- Jonathan Quartey
- Sadat Bukari
- Andrea Russotto
- Matteo Mandorlini
- Salvatore Foti
- Simone Palermo
- Alassane Diomande
- Ismaël Fofana
- Koffi Kouassi
- Siaka Bamba

- Efraín Juárez
- Héctor Moreno
- Dirk Marcellis
- Jordy Buijs
- Mike van der Kooy
- Daniel Chávez
- Ali Afif
- Khalfan Ibrahim
- Özgürcan Özcan
- Jeremy Hall
- Ofori Sarkodie
- Preston Zimmerman

Autogoal
- Sidnei (pro Paesi Bassi)
- Efraín Juárez (pro Costa Rica)

- Miguel Cárdenas (pro Ghana)
- Murat Duruer (pro Uruguay)